# Juliette Bergmann
Juliette Bergmann (Vlaardingen, 30 november 1958) is een Nederlandse vrouwelijke bodybuilder. Ze heeft een Nederlandse moeder en Indonesische vader.
Bergmann begon in 1981 te trainen en richtte zich in 1983, na het zien van een bodybuilding wedstrijd, op deze sport. Eind 1983 nam ze al aan twee wedstrijden deel, die ze beiden won.
In 1984 nam ze voor het eerste deel aan het Nederlands kampioenschap en werd tweede na Erika Mes. In 1985 werd ze Europees Kampioen bij de amateurs in Brussel.
In 1988 testte ze positief voor doping tijdens het wereldkampioenschap in Nice. Ze bereidde zich voor op volgende het wereldkampioenschap maar kreeg te kampen met privéproblemen. Haar vader overleed en tijdens een looptraining werd ze gebeten door een hond en brak ze haar enkel. Deze blessure zou haar jarenlang parten spelen.
Ze maakte een geslaagde comeback en won in 2001 Ms. Olympia, de enige titel die haar tot dan toe ontglipt was.
Ze is internationaal jurylid van de IFBB en secretaris en penningmeester van de NFBB.
In 2019 werd Bergmann toegevoegd aan de IFBB Hall of Fame.

## Palmares
- 1984
  -  Grand Prix Holland - NBBF, LightWeight
  -  Holland Nationals, LightWeight
- 1985
  -  European Amateur Championships - IFBB, LightWeight
  -  Grand Prix Holland - NBBF, LightWeight
  - 14e Olympia - IFBB
  -  World Amateur Championships - IFBB, LightWeight
- 1986
  -  Gran Prix Los Angeles - IFBB
  -  Ms International - IFBB
  -  Los Angeles Pro Championships - IFBB
  - 6e Olympia - IFBB
  -  World Pro Championships - IFBB
- 1987
  - 9e Olympia - IFBB
  - 7e World Pro Championships - IFBB
- 1988
  - 13e Olympia - IFBB
- 1989
  - 15e World Pro Championships - IFBB
- 2001
  -  Olympia - IFBB, LightWeight
  -  Olympia - IFBB, Overall Winner
- 2002
  -  Olympia - IFBB, LightWeight
- 2003
  -  Olympia - IFBB, LightWeight